# Diga di Surikamigawa
La diga di Surikamigawa (摺上川ダム?, Surikamigawa damu) è una diga a scogliera sul fiume Surikami (parte del sistema del fiume Abukuma) nell'area di Moniwa a Iizaka, un'antica città oggi ricompresa nella zona settentrionale di Fukushima, nell'omonima prefettura del Giappone. Fu inaugurata nel 2006 ed è amministrata dall'Ufficio regionale del Tōhoku del Ministero del territorio, delle infrastrutture e dei trasporti.
Una diga multifunzionale, fu costruita per fornire acqua alle vicine città di Nihonmatsu e Fukushima e alle aree circostanti. Opera, in congiunzione con la diga di Shishikashuku e quella di Miharu, anche per controllare le piene sul fiume Abukuma. Ci sono anche impianti di energia idroelettrica gestiti dalla Tohoku Electric Power.
Il nome del lago artificiale formato dalla diga fu scelto tramite una votazione pubblica di oltre mille persone, da cui risultò infine quello di lago Moniwa (茂庭っ湖?, Moniwakko).

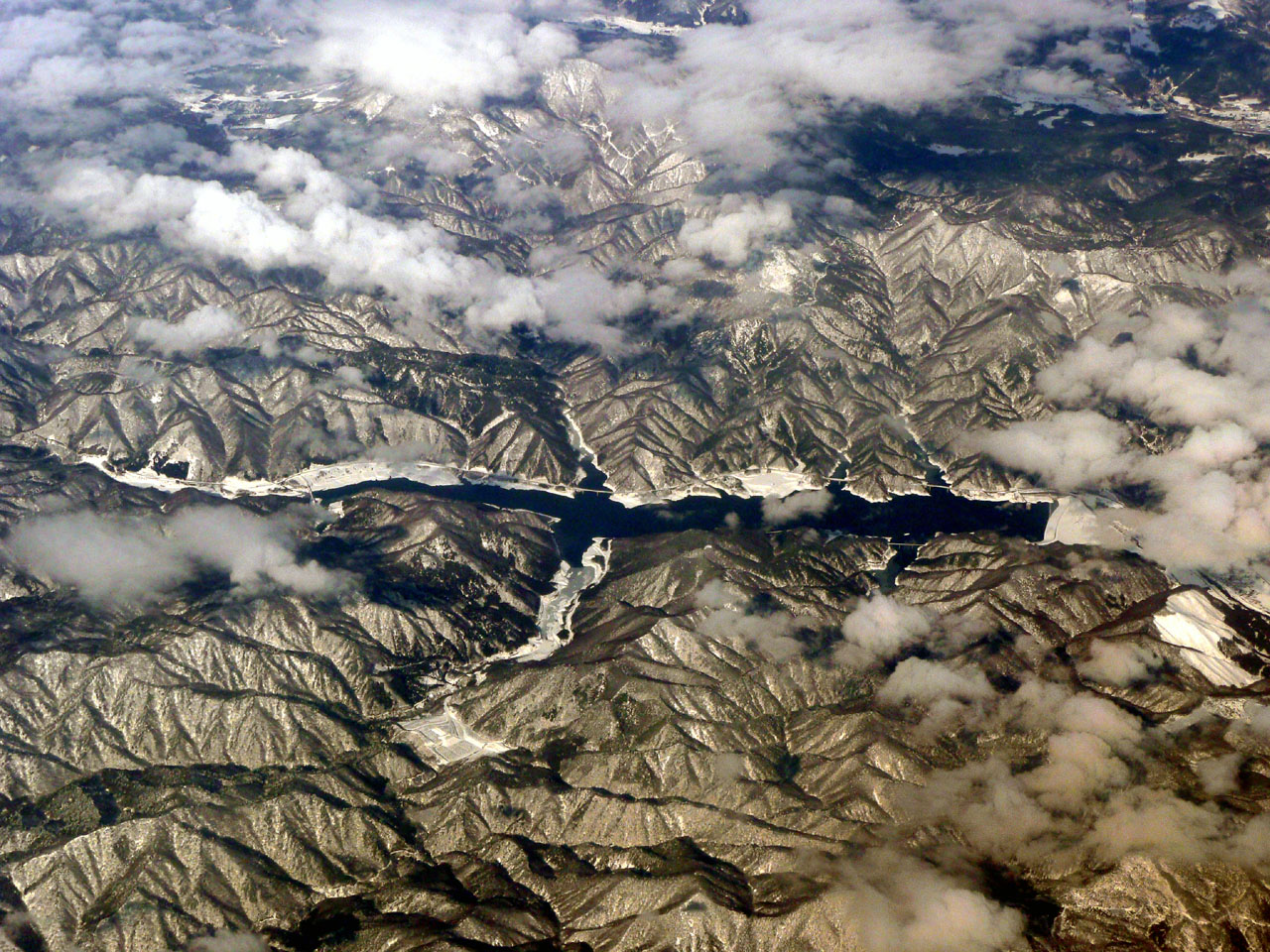
Il lago Moniwa d'inverno

## Storia
Nel 1966 la città di Fukushima diffuse i risultati di uno studio sulla domanda prevista di acqua, che raccomandava la costruzione di una diga sulla porzione superiore del fiume Surikami. Un rilevamento preliminare fu condotto nel 1973 e fu scelto un sito. Negli anni seguenti furono svolti vari rilevamenti geologici e incontri pubblici.
Nel 1982 fu costituito l'Ufficio per le ricerche sulla diga di Surikamigawa (摺上川ダム調査事務所?, Surikamigawa Damu Chōsa Jimusho), che cominciò lo sviluppo di piani per la costruzione della diga.
I residenti i cui terreni erano localizzati nell'area che si pianificava di inondare furono trasferiti a cominciare dall'aprile 1991. Nell'ottobre dell'anno seguente, cominciarono i lavori per deviare il fiume Surikami, e nel dicembre 1994 iniziò la costruzione della diga stessa. Il riempimento del terrapieno fu completato nel luglio 2002.
Un riempimento di prova dell'invaso cominciò il 19 febbraio 2004 e fu completato nel giugno dell'anno seguente. La diga fu ultimata definitivamente il 25 settembre 2005 e inaugurata un anno dopo.